# Тониньо Серезо
Антонио Карлос Серезо (порт.-браз. Antônio Carlos Cerezo; 21 апреля 1955, Белу-Оризонти штат Минас-Жерайс) — бразильский футболист, полузащитник, затем тренер. Игрок сборной Бразилии. Занимает 81 место среди ста лучших футболистов XX века по версии Placar. Входит в Зал славы клуба «Рома».

## Карьера

### Игровая
Тониньо Серезо родился в семье цирковых артистов. Начавший играть в любительской команде «Ферровиария» в квартале Эспланада, Тони был замечен Жералдо Патотой, скаутом «Атлетико Минейро», на просмотр в клуб Тони пришёл не в своих бутсах, он был очень беден, и лишь друг согласился их ему одолжить. После сезона в аренде в «Насьонале» из Манауса, Тони вернулся в «Атлетико» и уже твёрдо застолбил за собой место в составе, в общей сложности проведя 451 игру и забив 77 голов.
В 1983 году Тониньо был продан в «Рому», где уже играл другой знаменитый бразилец Фалькао. Сумма трансфера составила 6 млрд лир. Но дела у Серезо не очень ладились, холодный климат и чужая страна не позволяли ему играть с обычным ему блеском, хотя он помог выиграть 2 Кубка Италии, забивая в обоих финалах, а также в своём первом сезоне за «Рому» дошёл вместе с командой до финала Кубка европейских чемпионов.
В 1986 продан в «Сампдорию», где неожиданно снова заблистал, став главным организатором атак клуба, который, выиграв 2 раза кубок страны, Кубок Кубков, Суперкубок Италии и выйдя во второй раз в финал Кубка европейских чемпионов, завоевал свои главные достижения.
В 1992 вернулся на родину в зените славы, где выиграл два Межконтинентальных кубка.

### Тренерская
3 декабря 2011 года назначен на пост главного тренера клуба «Витория» (Салвадор).

## Достижения

### Как игрок
- Чемпион штата Амазонас: 1974
- Чемпион штата Минас-Жерайс: 1976, 1978, 1979, 1980, 1981, 1982, 1983
- Обладатель Кубка Италии: 1984, 1986, 1988, 1989
- Финалист Кубка европейских чемпионов: 1984, 1992
- Обладатель Кубка кубков: 1990
- Финалист Суперкубка УЕФА: 1990
- Чемпион Италии: 1991
- Обладатель Суперкубка Италии: 1991
- Чемпион штата Сан-Паулу: 1992, 1993
- Обладатель Межконтинентального Кубка: 1992, 1993
- Обладатель кубка Бразилии: 1993
- Обладатель Кубка Либертадорес: 1993
- Обладатель Суперкубка Либертадорес: 1993
- Обладатель Южноамериканского Кубка Рекопа: 1992, 1993

### Личные
- Обладатель «Серебряного мяча» (по версии журнала «Плакар»): 1976, 1980
- Футболист года в Бразилии: 1977, 1980
- Лучший игрок Межконтинентального Кубка: 1993